# Licenciát kanonického práva
Licenciát kanonického práva (ve zkratce ICLic. psaný před jménem nebo JCLic., z latinského iuris canonici licentiatus) je akademický titul, udělovaný na některých evropských a amerických vysokých školách. Podmínkou k jeho obdržení je již získaný titul magistr (Mgr.) a složení příslušně rigorózní zkoušky, jejíž součástí je i obhajoba rigorózní práce. Pokud to umožňuje vnitřní předpis školy, resp. příslušný rigorózní řád, může nositel titulu magistr (Mgr.) případně požádat o to, aby mu byla stejná předložená magisterská (diplomová) práce, rovněž uznána i jako rigorózní (licenciátní) práce. Úroveň dosažené kvalifikace je 7 v ISCED (master's degree, tak jako Mgr.), přičemž někdy se obecně, hovorově, tituly získané rigorózním řízením označují jako tzv. malé doktoráty.
Získání tohoto titulu je předpokladem pro udělení úřadu soudního vikáře (oficiála) a jeho zástupce soudního místovikáře (viceoficiála), soudce církevního soudu, ochránce spravedlnosti a obránce svazku. V současné době není, na rozdíl od licenciátu teologie, v České republice podle zákona o vysokých školách udělován.